# Ibrahim Cheick Diop
Ibrahim Cheick Diop est un journaliste politique et expert en communication nigérien. Il est connu pour être le fondateur de l'hebdomadaire Haské en mai 1990.

## Biographie
Il est l'ancien rédacteur en chef des publications du ministère de l'Information et son organe de communication Sahel Hebdo avant de fonder le journal Haské, « lumière » en haoussa, la principale langue du pays dans un climat peu propice à la liberté d'expression. Si les années 1980 voient la création de quelques journaux privés, la presse est encore au service de la communication au pouvoir et il faut attendre avril 1990 pour que les l'Office national d'édition de la presse fasse grève contre la censure officielle. S'ensuit un mouvement de libéralisation de l'expression propice à l'émergence de nouveaux médias, dont celui de Cheick Diop. Toutefois, les délits par voie de presse sont punis, et Cheik Diop est condamné le 30 novembre 1992 à trois mois de prison et 350 000 francs CFA d'amende pour avoir cité un entrepreneur dans une affaire de fraude sur les taxes dues à la Société nigérienne des produits pétroliers.
De 1999 à 2001, il anime sur Ténéré FM une émission politique hebdomadaire où il reçoit hommes politiques et diplomates.
Son site officiel est www.Haske.info

## Sources
XIX Article 19 - Campagne mondiale pour la liberté d'expression. Étude sur l'état de la liberté d'expression au Niger